# Chrysoteuchia pyraustoides
Chrysoteuchia pyraustoides là một loài bướm đêm trong họ Crambidae.